# Aleksandr Samokutiajew
Aleksandr Michajłowicz Samokutiajew (ros. Алекса́ндр Миха́йлович Самокутя́ев, ur. 13 marca 1970 w Penzie) – rosyjski kosmonauta, Bohater Federacji Rosyjskiej (2012).

## Życiorys
Skończył szkołę średnią w Penzie, uczył się spadochroniarstwa, w 1987 podjął studia w Penzeńskim Instytucie Politechnicznym, później przeniósł się do wyższej wojskowej szkoły lotników w Czernihowie, w 1992 ukończył studia zdobywając tytuł inżyniera-lotnika. W latach 1998–2000 studiował w Akademii Wojskowo-Powietrznej im. Gagarina, służył jako pilot wojskowy na Dalekim Wschodzie, latał samolotami i helikopterami uzyskując nalot ponad 680 godzin.
29 maja 2003 został włączony do grupy kosmonautów i od 16 czerwca 2003 do 27 czerwca 2005 przechodził ogólne przygotowanie kosmiczne, które zakończył egzaminem, a 2005-2008 był szkolony w programie lotów na Międzynarodową Stację Kosmiczną w grupie kosmonautów. W lipcu 2008 został dokooptowany do rezerwowej załogi 25 Ekspedycji na Międzynarodową Stację Kosmiczną, a 7 października 2009 do głównej załogi 27 Ekspedycji na Międzynarodową Stację Kosmiczną; 11-12 marca 2010 zdał egzaminy przed odlotem wraz z Andriejem Borisienką i Scottem Kellym. 1 kwietnia 2010 został wyznaczony dowódcą rezerwowej załogi statku Sojuz TMA-18 i 23/24 Ekspedycji; podczas startu Sojuza TMA-18 2 kwietnia 2010 był dublerem dowódcy statku.
11 marca 2011 został dowódcą głównej załogi statku Sojuz TMA-21 i od 4 kwietnia do 16 września 2011 uczestniczył w locie kosmicznym statku Sojuz TMA-21 w składzie 27 i 28 Ekspedycji na Międzynarodową Stację Kosmiczną; startował wraz z Borisienką i Ronaldem Garanem, 6 kwietnia 2011 dotarł do stacji. Odbył kosmiczny spacer trwający 6 godzin i 22 minuty. Spędził w kosmosie 164 dni, 5 godzin, 41 minut i 19 sekund.
W 2012 w stopniu pułkownika został przeniesiony do rezerwy. 26 marca 2014, podczas startu statku Sojuz TMA-12M był dublerem dowódcy statku.
Swój drugi lot kosmiczny odbywał od 25 września 2014 do 12 marca 2015 jako dowódca statku Sojuz TMA-14M i członek 41 i 42 Ekspedycji na Międzynarodową Stację Kosmiczną; startował wraz z Jeleną Sierową i Barrym Wilmore'm. Podczas tej wyprawy raz wychodził w otwartą przestrzeń kosmiczną. Spędził w kosmosie 167 dni, 5 godzin, 42 minuty i 40 sekund.

## Odznaczenia
- Bohater Federacji Rosyjskiej (25 czerwca 2012)
- Order „Za zasługi dla Ojczyzny” IV klasy (15 lutego 2016)
- Lotnik-Kosmonauta Federacji Rosyjskiej

I medale.
- Universal Astronaut Insignia za lot orbitalny (nr 518) – Stowarzyszenie Uczestników Lotów Kosmicznych (Association of Space Explorers(inne języki))[1]